# Сан-Мігель (департамент)
Сан-Мігель (ісп. San Miguel) — один з 14 департаментів Сальвадору.
Знаходиться в східній частині країни. Межує з департаментами Ла-Уніон, Морасан, Кабаньяс, Сан-Вісенте, Усулутан і державою Гондурас. На півдні омивається Тихим океаном. Адміністративний центр — місто Сан-Мігель.
Утворений 12 червня 1824 року. Площа — 2077 км². Населення — 434 003 чол. (2007).

## Муніципалітети
1. Кароліна
2. Келепа
3. Комакаран
4. Лолотике
5. Монкагуа
6. Нуева-Гвадалупе
7. Нуево-Еден-де-Сан-Хуан
8. Сьюдад-Барріос
9. Сан-Антоніо
10. Сан-Луїс-де-ла-Рейна
11. Сан-Мігель
12. Сан-Рафаель-Орієнте
13. Сан-Херардо
14. Сан-Хорхе
15. Сесорі
16. Улуасапа
17. Чапельтике
18. Чинамека
19. Чирилагуа
20. Ель-Трансіто